# Marcă poștală

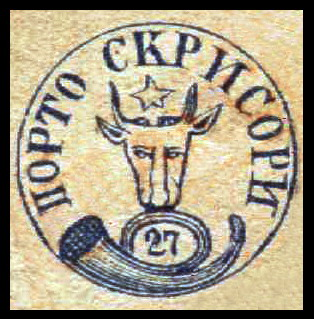
Cap de bour – Marca poștală de 27 de parale a primei ediții

Mărcile poștale (denumite și timbre poștale) sunt imprimate emise sau acceptate de administrația poștală a unui stat, adesea dantelate și de dimensiuni mici, care servesc drept plată anticipată a unui serviciu poștal, denumită francare. Marca poștală este lipită pe plic de către expeditor, urmând să fie anulată prin obliterare cu o ștampilă manuală sau mecanică de către un oficiu poștal. Mărcile au un format diferit, de regulă dreptunghiular, uneori însă au și format triunghiular, pătrat, rotund, oval, hexagonal, romboidal sau chiar neregulat. Sunt tipărite în una sau mai multe culori, pot fi prevăzute cu adeziv sau acesta poate să lipsească. Pot fi aplicate direct sau imprimate pe plicuri poștale, mandate, cărți poștale.
Timbrele porto sunt timbre aplicate exclusiv de oficiile poștale de destinație, în vederea încasării taxelor pentru trimiterile poștale sosite nefrancate sau francate insuficient.

## Istoric

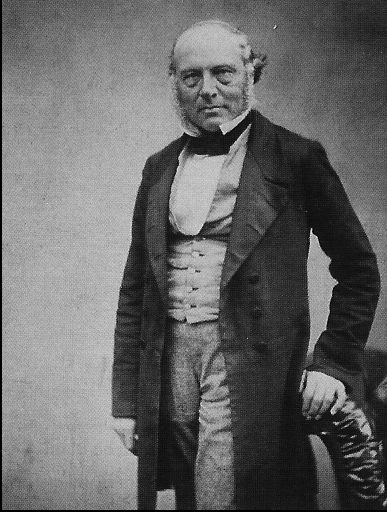
Sir Rowland Hill

Înainte de apariția primei mărci poștale oficiale din lume, au existat mai mulți precursori. În 1653, concesionarul poștei din Paris, Jean-Jacques Renouard de Villayer, a creat așa-numitul Billet de port payé, o bandă de hârtie asemănătoare unui timbru.

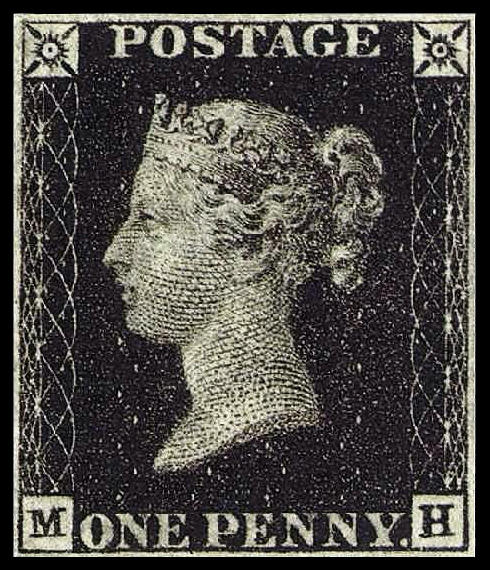
One Penny Black – Prima marcă poștală din lume (1840)

Mărcile poștale au apărut din necesitatea simplificării operațiunilor de plată a prestațiilor poștale. Prima emisiune poștală adezivă din lume a intrat în istorie sub denumirea de "Penny Black" și a fost emisă în Marea Britanie pe data de 6 mai 1840. Au fost două timbre: unul de culoare neagră cu valoarea de 1 penny și un timbru de culoare albastră cu valoarea de 2 pence, iar realizarea lor se datorează lui Rowland Hill.